# Resolución 229 del Consejo de Seguridad de las Naciones Unidas
La resolución 229 del Consejo de Seguridad de las Naciones Unidas, adoptada el 2 de diciembre de 1966 en una sesión privada, el Consejo, "consciente de las cualidad probadas y del elevado sentido del deber de U Thant, y convencido de que su nuevo nombramiento sería sumamente propicio a la causa de los intereses y propósitos superiores de la Organización", recomendó el nombramiento de U Thant para otro período como Secretario General.